# Otto’s Eleven
Otto’s Eleven ist eine deutsche Filmkomödie aus dem Jahr 2010. Unter der Regie von Sven Unterwaldt agiert Otto Waalkes in seinem achten Kinofilm in der Hauptrolle. Es ist nach 7 Zwerge – Männer allein im Wald und 7 Zwerge – Der Wald ist nicht genug die dritte Zusammenarbeit zwischen Waalkes und Unterwaldt.

## Handlung
Otto lebt mit seinen Freunden Arthur, Mike, Oskar und Pit auf dem friesischen Spiegeleiland in der Nordsee. Da sich ihre Verdienste durch den Tourismus in Grenzen halten, planen sie mit einem selbsterstellten Werbespot im Internet mehr Besucher auf die Insel zu locken. Da Otto Maler ist und in einem ihrer Spots ein wertvolles Gemälde eines holländischen Künstlers zu sehen ist, lockt dies den kunstverliebten Casinobetreiber Jean Du Merzac mit seiner Assistentin Erika Rossdal auf die Insel. Sie lenken Otto ab und stehlen das Gemälde, nachdem sich Otto geweigert hat, das Familienerbstück zu verkaufen. Als Otto den Diebstahl bemerkt, macht er sich mit seinen Freunden zum Festland nach Bad Reibach auf, um sein Gemälde von Du Merzac wiederzubekommen.
In Du Merzacs Casino treffen die fünf Freunde auf die Angestellten Corinna, Ling-Lu und Jenny, die ihnen bei ihrer Suche nach dem Gemälde hilfreich zur Seite stehen. Es stellt sich heraus, dass es in Du Merzacs Büro im ersten Stock über dem Casino in einem Safe aufbewahrt wird. Um unbemerkt in die Büroräume zu gelangen, entschließen sich die Männer um Otto, einen Tunnel von einem gegenüber dem Casino liegenden Keller zu graben. Der Keller gehört zu Tantchens Wohnung, bei der sich Otto als Geisterjäger vorstellt, um so in den Keller zu gelangen. Seine Mitstreiter werden als Tantchens Neffen präsentiert. Die durchschaut bald den Trick, steht den fünf Männern aber dennoch hilfreich zur Seite.
Der Tunnelbau scheitert am Material, und so wird ein neuer Plan erdacht: Der Reporter Harry Hirsch will das neue Gemälde im Fernsehen zeigen und reist daher mit Kameramann zu Du Merzac. Es gelingt, Harry Hirsch nach seiner Anreise per Hubschrauber vor dem Casino festzuhalten und den Kameramann durch Ling-Lus Hilfe abzulenken.
Der Plan funktioniert so: während Pit als Kameramann mit jemandem der anderen als Harry Hirsch das Bild nimmt, lenkt Oskar als Jean Du Merzac den echten ab. Als Signal soll derjenige, der Harry Hirsch spielt, den Vorhang hochreißen, wonach Arthur Ausschau halten soll, um dann Mike das Signal zu geben, eine Rakete zu zünden, damit Pit und der falsche Harry Hirsch rechtzeitig entkommen können. Oskar, Mike und Arthur versuchen sich alle als Harry Hirsch und kommen sehr gut an, jedoch könnten sie dann nicht ihren eigenen Posten besetzen. Somit muss Otto Harry Hirsch spielen. Am Ende kommen sie auch nach Umwegen zum Tresor. Zwar werden sie am Ende fast festgenommen, jedoch hilft ihnen überraschenderweise der Chef der Wache, der schwarze Peter.
Im Tresor lagerten zudem Du Merzacs hinterzogene Steuergelder in Höhe von 11 Millionen Euro, die Pit mitnimmt. Alle elf Freunde, zu denen nun auch der Wachmann Peter und Du Merzacs Hund Abraham zählen, sind nun Millionäre und leben auf Spiegeleiland im Überfluss.

## Kritik
Otto Waalkes versucht, den Heist-Klassiker Ocean’s Eleven für das Publikum neu aufzubereiten. Versetzt mit den seinem markanten Humor stieß Waalkes zunächst auf gemischte Kritiken. Die Pointen erinnerten dennoch stark an die bekannten Shows aus den achtziger Jahren. Harte Kritik erntete der Film seitens des Lexikons des internationalen Films.

„Ausgelutschte Klamotte von Otto Walkes, die einschlägige US-amerikanische Komödien parodiert, aber über eine Reihe Kalauer und breit ausgewalzte Gags nicht hinauskommt.“

Jedoch füllte Otto Waalkes in seiner Vergangenheit Hallen und wurde für ebendiese Kalauer gefeiert. Denn die Rezension von Dennis Sand lässt darüber nachdenken, ob einer selbst nicht jung geblieben ist.

„Natürlich stellt man zunächst sich selbst infrage: Fand man das nicht alles einmal lustig, irgendwann in den siebziger und den frühen achtziger Jahren? Oder ist das milde Verklärung, die Otto in der Erinnerung das werden lässt, was die meisten ernstzunehmenden Künstler fürchten zu sein: irgendwie kultig? Ob man seinen Humor mochte oder nicht, was Otto einst gut machte, war sein Gespür für Zeitgeist und Populärkultur gepaart mit einem perfekten Timing für Pointen. […] Dieses Gespür hat Waalkes heute verloren.“

Wie von Filmszene.de beschrieben, gibt sich Otto wie bekannt als erwachsenes Kind. Jedoch hat der ganze Film den Anspruch für jede Altersklasse ansprechend und geeignet zu sein. Die Art und Weise, wie der Film gestaltet wurde, macht ihn zu einem wunderbaren Familienfilm, der ebenso für Kinder geeignet scheint.

„[Eine] Komödie, die natürlich andererseits nicht aus den selbstgesteckten Grenzen ausbrechen kann oder will, deren Humor dann eben doch oft genug einfach sehr flach daherkommt und bei der auch längst nicht jeder Gag zündet. Des Weiteren verzettelt sich die Geschichte in der zweiten Hälfte etwas zu sehr und kann nicht ganz den Schwung vom Anfang halten. ‚Im Rahmen ihrer Möglichkeiten‘ haben aber alle Beteiligten zweifellos ihr Bestes gegeben und dieses Herzblut merkt man dem fertigen Film erfreulicherweise auch an. Zwar ist Otto Waalkes immer noch ein großes Kind, man muss aber diesmal nicht auch unbedingt selbst eines sein, um an ‚Otto’s Eleven‘ seinen Spaß haben zu können.“

Die Freude und Energie der Schauspieler lässt sich im Endergebnis jedoch durchaus spüren. Eine der prägnantesten Kritiken erhielt der Film von Cinema. 

„Allein das Aufeinandertreffen von Otto und Top-Reporter Harry Hirsch alias Olli Dittrich ist eine Sternstunde alter Slapstickkunst. […] Bei so viel Spielfreude sieht man gerne über den einen oder anderen Rohrkrepierer hinweg. Denn dank Ideen wie dieser wird ‚Otto’s Eleven‘ zu einem unaufdringlichen und sympathischen Spaß ohne Krawallkalauer. […] Harmloser Familienspaß, bei dem Eltern in alten Otto-Erinnerungen schwelgen können und Kids sich köstlich amüsieren dürften.“

## Drehorte
Schauspielhaus Berlin als Du Merzacs Casino

## Trivia
- Der Titel und Teile des Films beziehen sich auf den Film Ocean’s Eleven.[7]
- Reporter Harry Hirsch ist eine Rolle Otto Waalkes’ aus seinen Shows und Büchern der 1970 und 1980er Jahre.
- Otto zitiert mehrere seiner Gags aus der Otto-Show oder aus seinen Live-Shows, zum Beispiel führt Otto am Spieltisch im Casino seinen „Gymnastik-für-Skatspieler“'-Gag aus der Otto-Show vor.
- Max Giermann ist in seiner Rolle als Stefan Raab aus Switch reloaded zu sehen (hier jedoch unter dem Namen „Stefan Fink“).
- Der Einzug der Freunde in den Keller der alten Dame und der dortige Tunnelbau erinnern an den Film Ladykillers mit Alec Guinness aus dem Jahr 1955 bzw. an die Neuverfilmung mit Tom Hanks aus dem Jahr 2004.
- Die Spiegelszene zwischen Otto und Olli Dittrich, in der sie sich beide als Reporter Harry Hirsch duellieren, ist eine Kopie der berühmten Slapstickfilmszene aus Duck Soup von den Marx Brothers.
- Der pseudofranzösische Name „Du Merzac“ soll an „Dummer Sack“ erinnern und ist gleichzeitig eine Verballhornung des Namens seines Darstellers.

## Auszeichnung
Die Deutsche Film- und Medienbewertung zeichnete Otto’s Eleven mit dem Prädikat „wertvoll“ aus.